# Ligiarctus alatus
Espèce
Ligiarctus alatus est une espèce de tardigrades de la famille des Halechiniscidae. 

## Distribution
Cette espèce est endémique de l'océan Atlantique. Elle a été découverte au large du Rio Grande do Norte entre 100 et 150 m de profondeur.

## Publication originale
- Gomes-Júnior, Santos, da Rocha, Santos & Fontoura, 2017 : A new species of Ligiarctus (Tardigrada, Arthrotardigrada) from the Brazilian continental shelf, Southwestern Atlantic Ocean. Marine Biodiversity, p. 1-8.